# منى بكر
منى بكر محمد، أستاذ النانوتكنولوجى بجامعة القاهرة، ومؤسس أول شركة في مصر والعالم العربى في مجال الناتكنولوجي.

## السيرة الذاتية
منى بكر محمد، ولدت في عام 1971 بمدينة أسيوط، حصلت علي الثانوية العامة سنة 1987، وعلى بكالوريوس علوم كيمياء من جامعة أسيوط عام 1991، وكانت الأولى على دفعتها، كما حصلت ماجستير في الكيمياء الفزيائية من جامعة أسيوط عام 1994، وعلى دكتوراة في الكيمياء الفيزيائية من معهد جورجيا للتكنولوجيا بالولايات المتحدة الأمريكية تحت إشراف الدكتور مصطفى السيد، والذي أرسلها إلى أمريكا في بعثة من جامعة أسيوط لمدة أربع سنوات ونصف، وذلك حينما كان أستاذاً بمعهد علوم الليزر بجامعة أسيوط، ثم ذهبت بعدها إلى سويسرا ليُشرف على أبحاثها الدكتور ماجد شرقية، عالم النانوتكنولوجى، لمدة خمس سنوات، عادت بعدها إلى جامعة أسيوط، ثم انتقلت إلى جامعة القاهرة لتلتحق بمركز الليزر، الذي أسهمت من خلال خبراتها في تأسيس مدرسة علمية هي الأولى، التي تسهم فيها عالمة مصرية تختص بعلم النانوتكنولوجى في مصر.

## الدرجات العلمية.
- حصلت على درجة الماجستير في الكيمياء الفيزيائية وبكالوريوس في الكيمياء من جامعة أسيوط.[5]
- حصلت على درجة الدكتوراه في الكيمياء الفيزيائية من معهد جورجيا للتكنولوجيا، بولاية أتلانتا الأمريكية عام 2002 تحت إشراف العالم الكبير الدكتور مصطفي السيد.[4]
- عملت معيدة بقسم الكيمياء في كلية العلوم جامعة القاهرة، ثم مدرس مساعد بنفس القسم، ثم باحثة ما بعد الدكتوارة في معهد الفيزياء بجامعة لوزان بسويسرا.[5]

## إنجازتها في مجال النانو تكنولوجي.
- كانت مديرة مركز النانو تكنولوجي، وعضوا بأكاديمية البحث العلمي منذ العام 2009، كما لها 4 براءات اختراع دولية مسجلة بإسمها منهم استحداث عقار يعمل علي زيادة نسبة الهيموجلبين في الدم.[6]
- أسست أول شركة في مصر والعالم العربي في مجال النانو تكنولوجي.[7][8]
- أسست الدكتورة والعالمة منى بكر مدرسة مكونة من 43 طالب دراسات عليا عملوا علي تصنيع المواد النانوية وتطبيقاتها في الخلايا الشمسية، وتنقية المياه وتحلية المياه والتطبيقات الطبية الحيوية.[9]
- لها أكتر من 56 مقال دولي و100 رسالة ماجستير ودكتوراه مشرفة عليهم، وتم الاستعانة بها كمرجعية دولية في الأبحاث العلمية، وجاءت في التصنيف الدولي رقم 20 في مجال النانو تكنولوجي، وتم الإستشهاد بأبحاثها أكتر من 1800 مرة.[10]
- عملت كباحث رئيسي استخدام جسيمات النانو فضه في الصناعة لتعقيم المنتجات من الفيروسات والبكتيريا.[11]
- عملت الدكتورة منى، بالتعاون مع عدد كبير من العلماء، استحداث عقار جديد يساعد علي زيادة نسبة الهيموجلوبين في الدم من7 إلى 16 أملا في علاج أكثر من70% من سكان مصر المصابين بالأنيميا وخاصة الأطفال والسيدات. وهو مسجل كبراءة اختراع دولية عن طريق المنظمة العالمية لحقوق الملكية الفكرية WIPO.[3]
- عملت كأستاذا مساعدا بالمعهد القومي لعلوم الليزر بجامعة القاهرة.[3]

## تكريمات.
- حصلت على جائزة الدولة التشجيعية في العلوم التكنولوجية المتقدمة عام 2009.[4]
- كرمتها مؤسسة مصر الخير لكونها واحدة من أهم 5 علماء مصريين والمرأة الوحيدة من بين المكرمين الذين تم الاستعانة بدراستهم كمرجعية دولية والاستشهاد بها في الأوراق البحثية.[12]
- صنفت في رقم 20 وفقًا للمؤشر الدولي الذي يصنف كافة العلماء طبقًا لتخصصاتهم، وهو ما وضعها ضمن قائمة العلماء المرجعيين في مجال النانوتكنولوجي، حيث تم الاستشهاد بأبحاثها أكثر من 1800 مرة.[12]

## الوفاة.
توفيت على إثر الإصابة بمرض نادر عن طريق مهاجمة أجسام مضادة لكرات الدم الحمرا في الأوعية الدموية المغذية للأطراف، وتنشط في البرودة الشديدة، مما يسبب «غرغرينا» في الأطراف.
كما شخص الدكتور «محمد علي الداروتي»، استشاري الأمراض الجلدية، المشرف على حالة الدكتورة منى بكر حالتها المرضية بـ cold agglutinin syndrome، وأرجع سبب الوفاة لإصابتها بصدمة صديدية نتيجة الجلوس بالمستشفى فترة طويلة وعدم الحركة، وإصابتها بعدوى بكتيرية من الجو، ويؤكد أستاذ الجلدية على أن حالة الدكتورة منى كانت بدأت في التماثل للشفاء، لكن حالتها تدهورت فجأة بسبب مضاعفات العدوى البكتيرية.
ورحلت عن عالمنا في اليوم الموافق الرابع من مارس 2017، عن عمر يناهز 48 عامًا.